# 美濃白鳥駅
美濃白鳥駅（みのしろとりえき）は、岐阜県郡上市白鳥町白鳥字大栗にある、長良川鉄道越美南線の駅である。駅番号は34。

## 歴史
- 1933年（昭和8年）
  - 7月5日：鉄道省越美南線美濃弥富駅（現・郡上大和駅）- 当駅間開通時に終着駅として開設[1]。旅客・貨物取扱開始[2]。
  - 8月1日：省営自動車「白城線」美濃白鳥 - 牧戸間開通[3][4]。
- 1934年（昭和9年）8月16日：当駅 - 北濃駅間延伸[2]。
- 1974年（昭和49年）10月1日：貨物取扱廃止[2]。
- 1986年（昭和61年）12月11日：越美南線が長良川鉄道へ転換、同社の駅となる[2][5]。

## 駅構造

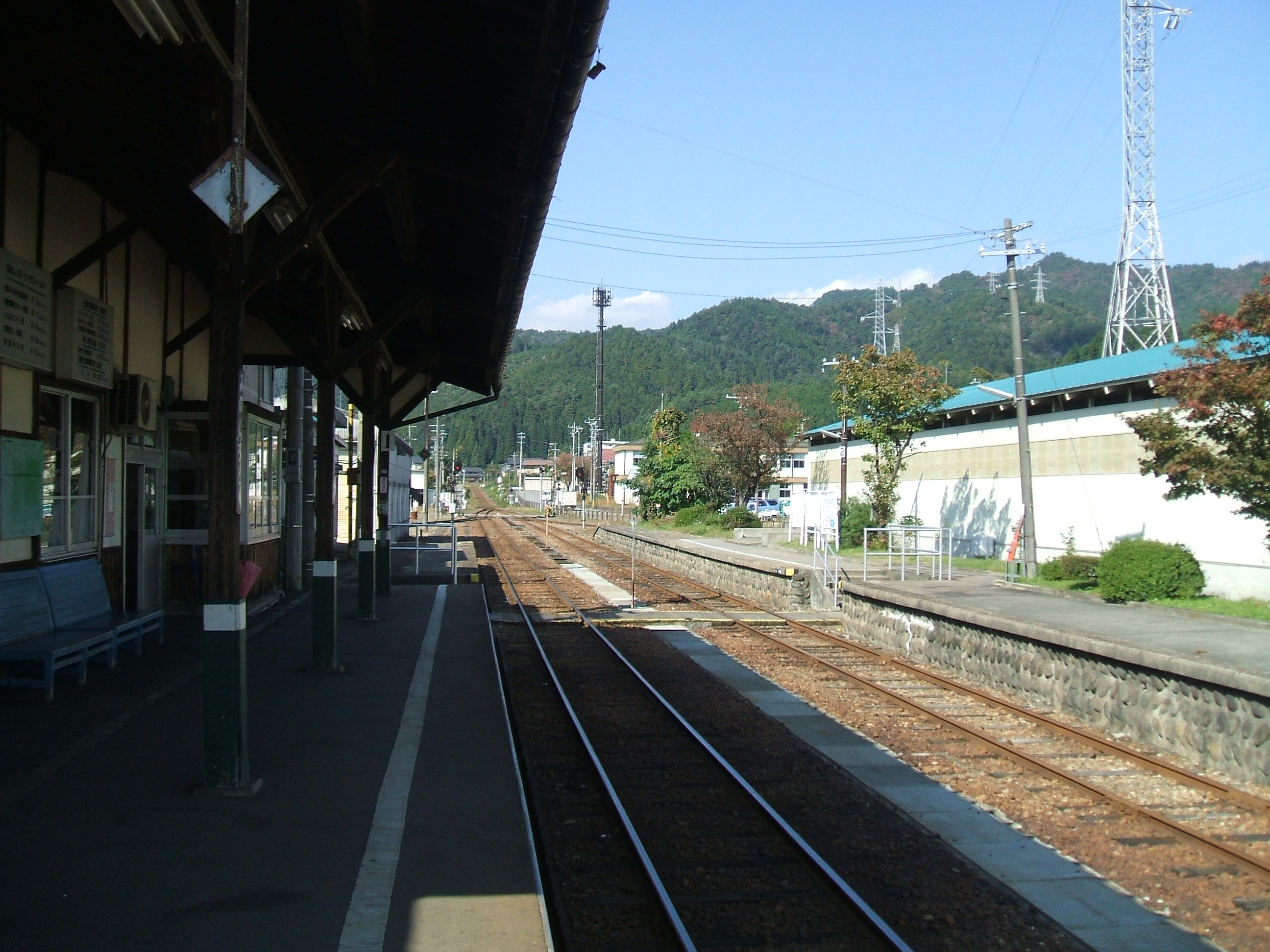
ホーム（2009年10月）

相対式ホーム2面2線を有する列車交換が可能な地上駅。有人駅で、終日にわたって駅員が配置される。なお、互いのホームは構内踏切で行き来できる。
1番のりば側に国鉄時代からの平屋建ての木造駅舎があり、駅舎内には窓口と自動券売機がある他、飲み物の自動販売機やコインロッカー、列車待ち合わせ用の椅子も設けられている。また、チャレンジショップ「はざねこのこ」と言う個人で日替わり出店出来る売店がある他、JAめぐみのの営業所も入っている。また、2022年には国鉄時代に使用された駅スタンプが期間限定で駅舎内に設置された。
2番のりばには長良川鉄道への転換後にログハウス風の小さな待合所が設置されたが、後に解体された。
駅舎の反対側には車庫があり、夜間滞泊が設定されている。郡上八幡方面から到着する列車の一部は当駅止まりであり、このうち、14:51に到着する列車は、エンジンを切って1時間半ほどホーム上で留置した後に16:20発北濃行きとして運行される。また、土・休日の美濃太田行き最終列車に限り、乗務員交代が行われる。
この駅で閉塞方式が変わり、北濃駅まではスタフ閉塞式であるため、北濃方面へは1本の列車しか入ることが出来ない。そのため、北濃行きの列車にはスタフが手渡される。

### のりば
| のりば | 路線      | 行先                               |
| ------ | --------- | ---------------------------------- |
| 1・2   | ■越美南線 | 北濃方面                           |
| 1・2   | ■越美南線 | 郡上八幡・美濃市・関・美濃太田方面 |

付記事項
- 列車交換を行わない列車は、行先に関係なく駅舎側の1番のりばに発着する[注釈 1]。

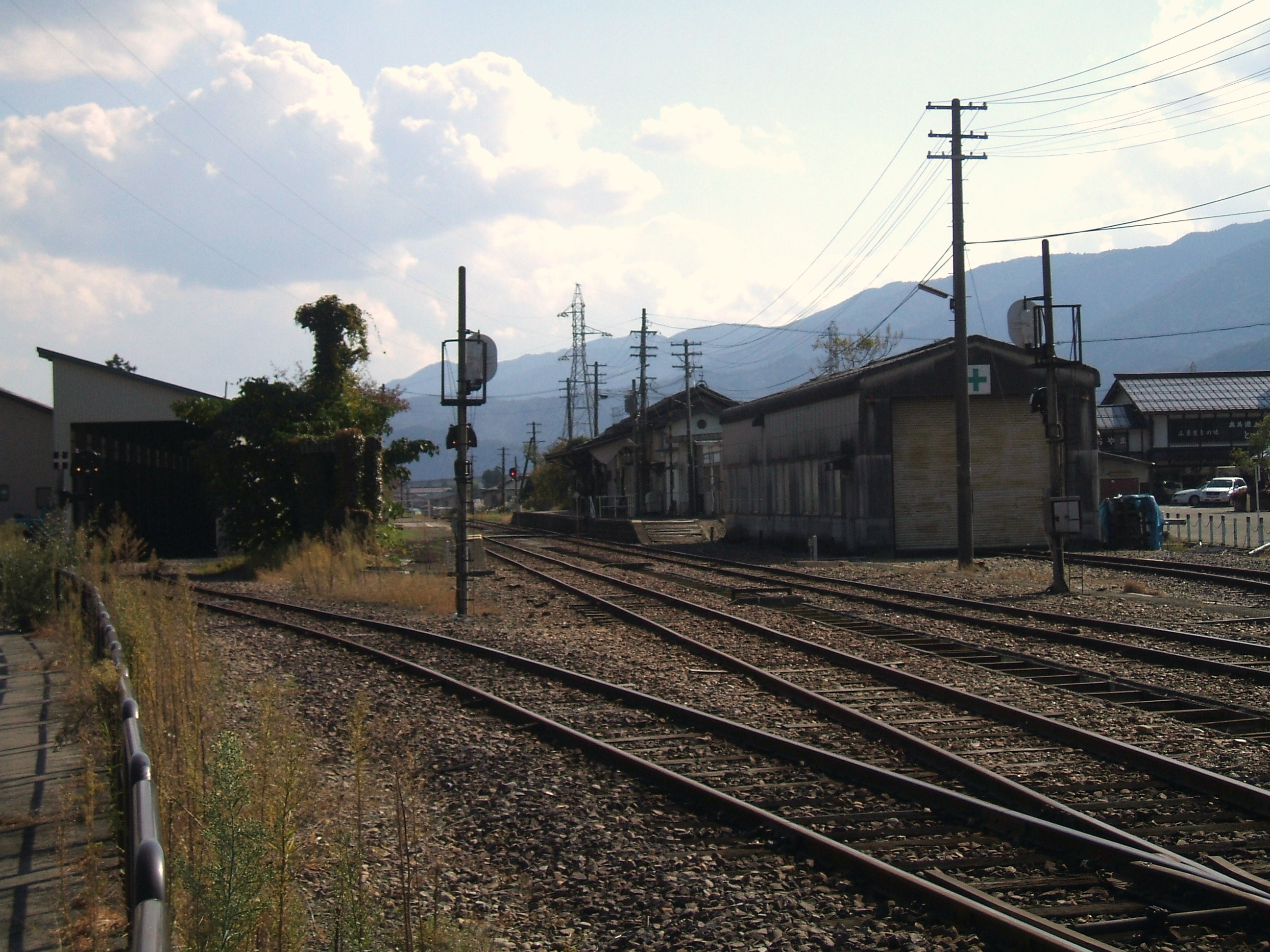
駅北側から見た構内（2009年10月）[注釈 2]

## 利用状況
| 年度               | 1日平均乗車人員 |
| ------------------ | --------------- |
| 2011年（平成23年） | 135             |
| 2012年（平成24年） | 122             |
| 2013年（平成25年） | 104             |
| 2014年（平成26年） | 101             |
| 2015年（平成27年） | 84              |

## 駅周辺

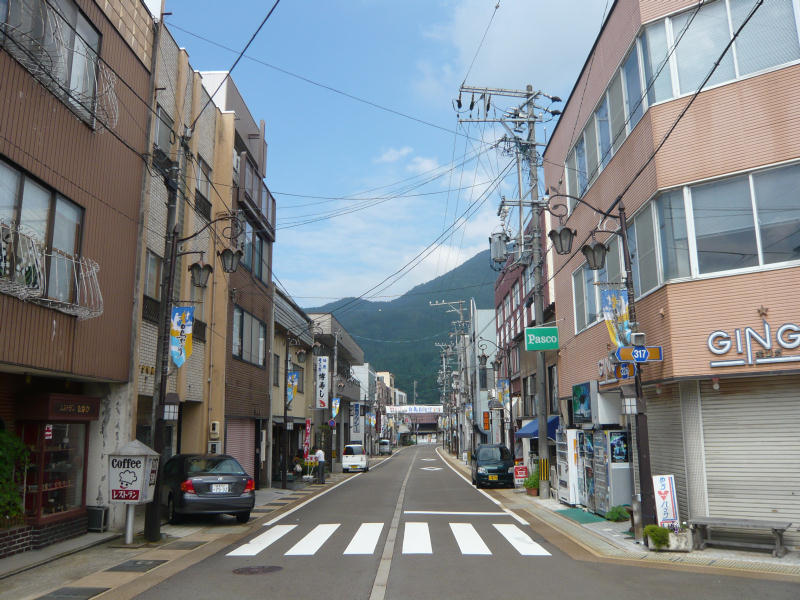
駅前（2013年7月）

旧白鳥町の代表駅で、駅周辺にはその中心街が広がり、郵便局やコンビニや商店などがある。駅から西へ進み、突き当りを北へ行くと、駅から300メートルほどのところで、北から南に向かって流れる長良川の東詰となる。そこから白鳥大橋が伸び、対岸に渡ることができる。対岸では南北に国道156号が走り、駅南東の奥美濃大橋でこの長良川を渡っているが、この区間の沿線にも商店が進出し、物産館もある。駅からの突き当りを南に行っても国道156号に合流するが、合流点から白鳥大橋にかけての区間は旧国道156号であり、夏季には白鳥おどりが行われる。
- 白鳥ふれあい創造館 - 郡上市図書館本館や白鳥地域教育事務所が入居している。
- 郡上市役所白鳥庁舎（旧 白鳥町役場）
- 郡上市消防本部郡上北消防署
- 県北西部地域医療センター国保白鳥病院
- 郡上警察署白鳥交番
- 岐阜県立郡上北高等学校
- 郡上市立白鳥中学校
- 郡上市立白鳥小学校
- 岐阜県道317号剣大間見白鳥線
- 道の駅清流の里しろとり

福井県大野市との県境（油坂峠）に近いが、この峠を越えるジェイアール東海バスの大野線は2002年（平成14年）9月30日付で廃止されている。美濃白鳥駅バスターミナルまたは北濃駅から石徹白経由で路線バス・徒歩連絡（冬期閉鎖）・デマンド型乗合タクシー等で西日本旅客鉄道（JR西日本）越美北線（九頭竜線）九頭竜湖駅まで出ることが可能である（乗継・運行本数・要予約等の制限有）。

## 隣の駅
長良川鉄道
■越美南線
- 観光列車「ながら」停車駅

大島駅（33） - 美濃白鳥駅（34） - 白鳥高原駅（35）